# 沖縄県立具志川高等学校
沖縄県立具志川高等学校（おきなわけんりつ ぐしかわこうとうがっこう）は、沖縄県うるま市にある公立高等学校。通称「G高」。

## 学科
全日制
- 普通科

## 沿革
- 1983年　開校
- 1985年　日本英語検定協会より優良校として奨励賞を受賞
- 1990年　始業時時鐘廃止
- 2006年　租税教育推進校として県国税事務所より表彰

## 部活動
サッカー、女子ハンドボール、男子ソフトボール、水泳、ゴルフ、卓球、チアダンス、放送部で全国大会に出場経験がある。
- バレーボール（男・女）
- バスケットボール（男・女）
- ハンドボール（男・女）
- バドミントン（男・女）
- ソフトボール（男・女）
- テニス（男・女）
- 野球
- サッカー（国立競技場にて開催された第78回全国高等学校サッカー選手権大会において大会初「オープニングマッチ」で國學院久我山高校と対戦）
- ラグビー
- 水泳
- チアダンス
- 家政同好会
- 卓球（男）
- ヒップホップ
- 吹奏楽
- 合唱
- 軽音楽
- 美術
- 放送
- ボランティア
- 書道
- 文芸

## 著名な出身者
- 比嘉晴美 - 元ハンドボール選手
- 宮城雅史 - プロサッカー選手　京都サンガF.C.所属
- 國場翼 - プロ野球選手　埼玉西武ライオンズ
- 佐久本宝 - 俳優